# 必ず何かの天才
『必ず何かの天才』（かならずなにかのてんさい）は、2021年10月6日にTEPPAN MUSICより発売されたベリーグッドマンのメジャー6枚目、通算9枚目のオリジナル・アルバム。[初回限定盤]と[通常盤]の2種類発売。品番は[初回限定盤]CRCP-40625、[通常盤]CRCP-40626。

## 概要
- 表題曲「必ず何かの天才」がリード曲になると信じてMOCAがアルバム構想のアイデアを出し、RoverとHiDEXも乗って「ここを目がけて作ろう」と制作された[1]。
- メンバーの写真とイラストで構成されたアルバムのジャケットは、HiDEXが制作を手がけた[2]。
- 限定盤には「BGM ドキュメンタリー 〜天才とは何か?〜」と題したメンバーへのインタビューを収録したDVD付き。
- オリコンチャートは最高順位14位、登場回数2週を獲得[3]。
- 先行されたシングル3曲は全てタイアップを獲っているほか、新曲「new era」もタイアップ獲得[4]。

## 収録曲
| #         | タイトル                             | 作詞             | 作曲             | 編曲                                            | 時間  |
| --------- | ------------------------------------ | ---------------- | ---------------- | ----------------------------------------------- | ----- |
| 1.        | 「Intro 〜必ず何かの天才〜」         |                  |                  |                                                 | 0:49  |
| 2.        | 「必ず何かの天才」                   | ベリーグッドマン | ベリーグッドマン | HiDEX                                           | 4:14  |
| 3.        | 「new era」                          | ベリーグッドマン | ベリーグッドマン | HiDEX                                           | 2:30  |
| 4.        | 「それ以外の人生なんてありえないや」 | ベリーグッドマン | ベリーグッドマン | HiDEX                                           | 3:55  |
| 5.        | 「baby you」                         | ベリーグッドマン | ベリーグッドマン | HiDEX                                           | 3:24  |
| 6.        | 「ナツノオモイデ」                   | ベリーグッドマン | ベリーグッドマン | HiDEX                                           | 3:13  |
| 7.        | 「GroovyでDancingなParty」           | ベリーグッドマン | ベリーグッドマン | CHIVA from BuzzerBeats、 大志（スメルノマニア） | 3:43  |
| 8.        | 「Alarm」                            | ベリーグッドマン | ベリーグッドマン | HiDEX                                           | 2:20  |
| 9.        | 「散々」                             | ベリーグッドマン | ベリーグッドマン | HiDEX                                           | 3:44  |
| 10.       | 「Distance」                         | ベリーグッドマン | ベリーグッドマン | HiDEX                                           | 3:55  |
| 合計時間: | 合計時間:                            | 合計時間:        | 合計時間:        | 合計時間:                                       | 31:47 |

初回限定盤
- 「BGM ドキュメンタリー 〜天才とは何か?〜」

## ライナーノーツ
- 「必ず何かの天才」
  - あまり聞いたことないテーマだったが『WEDDING TOUR』の福岡公演のときにMOCAから「みんな天才なんだ、とエールを送れる曲を作りたい」と、その場でウクレレをポロポロッと弾いた曲がこれまでになかった感じで「いいやん！」となった[1]。この曲はMOCAの小学校からの友達でほかのメンバーとも共通の友達であるケケ丸くんに向けて作られた曲[5]。
  - ミュージックビデオにはロバートの秋山竜二が出演[6]。MVのテーマが「天才の授賞式」でメンバーたっての希望で、秋山に“天才”役として出演依頼した[6]。撮影にあたって台本はなく、現場にて役のイメージを伝えられただけにもかかわらず、天才というワードだけで役になりきり表情や動きを変えていく秋山の姿に、メンバーは「まさに天才」と絶賛し、秋山は撮影後のメンバーとのトークで「いろんな役をやってきたけど天才としてのオファーは初めてだったのでうれしいです（笑）。初めて演じてみたけど、天才だと思ってカメラに映り込みました」と自身の演技を振り返った[6]。
  - ギター演奏には山岸竜之介が参加。
- 「new era」
  - もともとは「no way」という「どうしようもない。ありえない。ダメだ。」という曲だった[1]。
- 「それ以外の人生なんてありえないや」
  - 制作前に音楽をやめた仲間が結婚すると聞いて「じゃあ、結婚式にサプライズで歌いに行くか」というところから作り出した[5]。また作ってる間にRoverの義理の兄が亡くなって、鎮魂の気持ちも込められた[5]。
  - ミュージックビデオは2パターンあり、ワンちゃんバージョンは「カメラを止めるな!」（2017年公開の映画）のチームが制作した[5]。しかしMVが3月の公開だったため、MOCAが暖かくなってからも聴いてもらえる曲にしたくて勝手にもう1個、夏向けのMVを作ってしまった[5]。
- 「baby you」
  - RoverとHiDEXがベリーグッドマン結成前に組んでいた『Roofy』で歌っていた曲を13年ぶりにリメイクした[5]。
  - 同所属事務所のHAND DRIPのメンバー堀次一輝がギターを演奏。
- 「ナツノオモイデ」
  - ギターをHAND DRIPのメンバー堀次一輝が、ピアノをCalmeraのPAKshinが演奏に参加。
- 「Alarm」
  - MOCAのアイデアで、何かすれば叩かれる、「不倫なんてもってのほか」というような風潮を踏まえて今の時代への風刺というわけではないが滑稽でいいと制作された[1]。またMOCAが男性役、Roverが女性役、HiDEXはちょっと引いた立場で心象を説明するような役で歌っている[1]。
- 「散々」
  - Roverの33歳アニバーサリーの曲で「散々」という言葉や野球の「33年プレイヤー」とかけている[5]。
  - Roverは歌詞にある「3バントアウト」を草野球でけっこうやるがすごくダサいことだと制作前に知った[5]。
  - ミュージックビデオには歌詞にも出てくるRoverの愛猫『諭吉』も出演している。
- 「Distance」
  - MOCAが初監督としてミュージックビデオを制作[7]。ロケ地は福岡県の糸島LONDON BUS CAFE[7]。
  - アルバム発売後にデジタル配信でシングルカットされた。
  - レディーガガが涙した歌声で話題になったKIMIKAのバンドマスターを務める久光力がピアノ演奏で参加[8]。

## タイアップ
| new era                          | 「eオールスター2021 最終決戦」テーマソング                                   |
| それ以外の人生なんてありえないや | MBSテレビ『MM-TV』2021年4月度エンディングテーマ                              |
| ナツノオモイデ                   | TOKYO MX「2021年 第103回 全国高等学校野球選手権大会 東･西 東京大会」テーマ曲 |
| 散々                             | MBSテレビ『MM-TV』2021年6月度エンディングテーマ                              |
| 散々                             | 三重テレビ「Mieライブ」2021年7月度エンディングテーマ                         |

## プロ野球選手登場曲一覧
- 必ず何かの天才
  - 阪神タイガース - 中野拓夢（2022年 - ）
- それ以外の人生なんてありえないや
  - 広島東洋カープ - 小園海斗（2022年）
  - 東北楽天ゴールデンイーグルス - 水上桂（2023年）